# Laternaria farinosa
Laternaria farinosa är en insektsart som beskrevs av Bierman 1910. Laternaria farinosa ingår i släktet Laternaria och familjen lyktstritar. Inga underarter finns listade i Catalogue of Life.